# ملوایل (دژ)

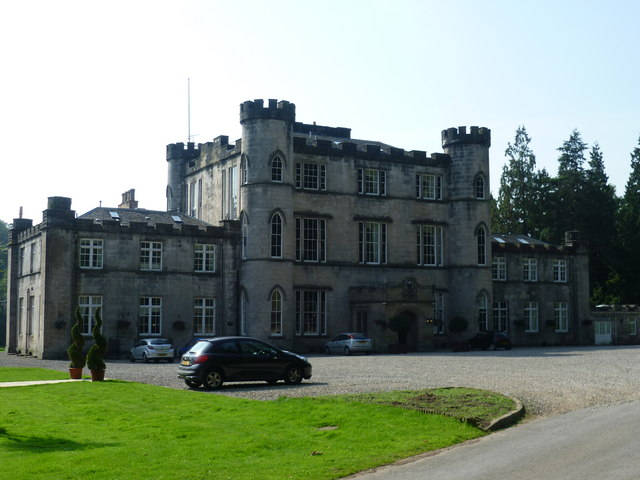
نمای ورودی

ملوایل (انگلیسی: Melville Castle) قلعه ای است در میدلودین واقع در اسکاتلند.